# C.D. Broad
 Charlie Dunbar Broad, més conegut com a C.D. Broad (Harlesden, Middlesex, 30 de desembre de 1887 − 11 de març de 1971) va ser un epistemòleg anglès, historiador de la filosofia, filòsof de la ciència, filòsof moral. Va escriure molt sobre els aspectes epistemològics de la recerca psicològica i sobre l'avaluació de l'argumentació en una discussió científica o filosòfica.
Al llibre Ethics and the History of Philosophy (Ètica i la Història de la Filosofia) el 1952 va introduir els termes filosòfics «causalitat ocurrents» i «causalitat no-ocurrent» que va esdevenir la base dels conceptes actuals d'«agent causal» i «esdeveniment causal», que són distincions en els debats sobre el lliure albir llibertari.
| «                   | I believe that what can be said at all can be said simply and clearly in any civilized language or in a suitable system of symbols, and that verbal obscurity is almost always a sign of mental confusion. | Crec que el que en absolut es pot dir, es pot dir de manera senzilla i clara en qualsevol llenguatge civilitzat o en un sistema de símbols adequat, i que l'obscuritat verbal és gairebé sempre un signe de confusió mental. | » |
| — C.D. Broad, 1924, | | |   |

## Vida personal
Broad era obertament homosexual en un temps quan això era il·legal a Anglaterra. El març de 1958, amb els seus companys filòsofs A.J. Ayer i Bertrand Russell, l'escriptor J.B. Priestley i 27 persones més van enviar una lletra a The Times on instaven a descriminalitzar la homosexualitat.

## Obres destacades
- Scientific Thought [El Pensament Científic], 1923.
- The Mind and Its Place in Nature [La ment i el seu lloc en la naturalesa], 1925.
- Examination of McTaggart's philosophy [Anàlisi de la Filosofia de McTaggart], 1933.
- Determinism, interdeterminism and libertarianism [Determinisme, indeterminisme i llibertarisme], 1933.
- Ethics and the History of Philosophy [Ètica i la Història de la Filosofia]. 2000, 1952.